# الإصدار التصويري لعام 1869
تصدر الإصدار التصويري لعام 1869 مجموعة من طوابع البريد الأمريكية التي صدرت خلال الأسابيع الأولى من إدارة غرانت. عرض عشرة أنواع من الطوابع بفئات بين سنت واحد وتسعين سنتًا في البداية في هذه السلسلة، حيث عرض ثمانية منها في 19 و20 مارس 1869، بينما وزعت قيمتين أكبر فيما بعد بعض الشيء.
خلال شهر مايو، بدأت وزارة البريد في توزيع نسخة منقحة من طابع ذو الفئة 15 سنت، حيث عدل الإطار الأصلي التي كانت محاذاته ضعيفة (اضيف شكل ماسي فوق الصورة الظلية)؛ ويعتبر جمعيات الطوابع هذا الطابع الحادي عشر جزءًا أساسيًا من الإصدار التصويري. خصصت أرقام دليل سكوت للطوابع منفصلة للطابعين بقيمة 15 سنت: 118 و119.

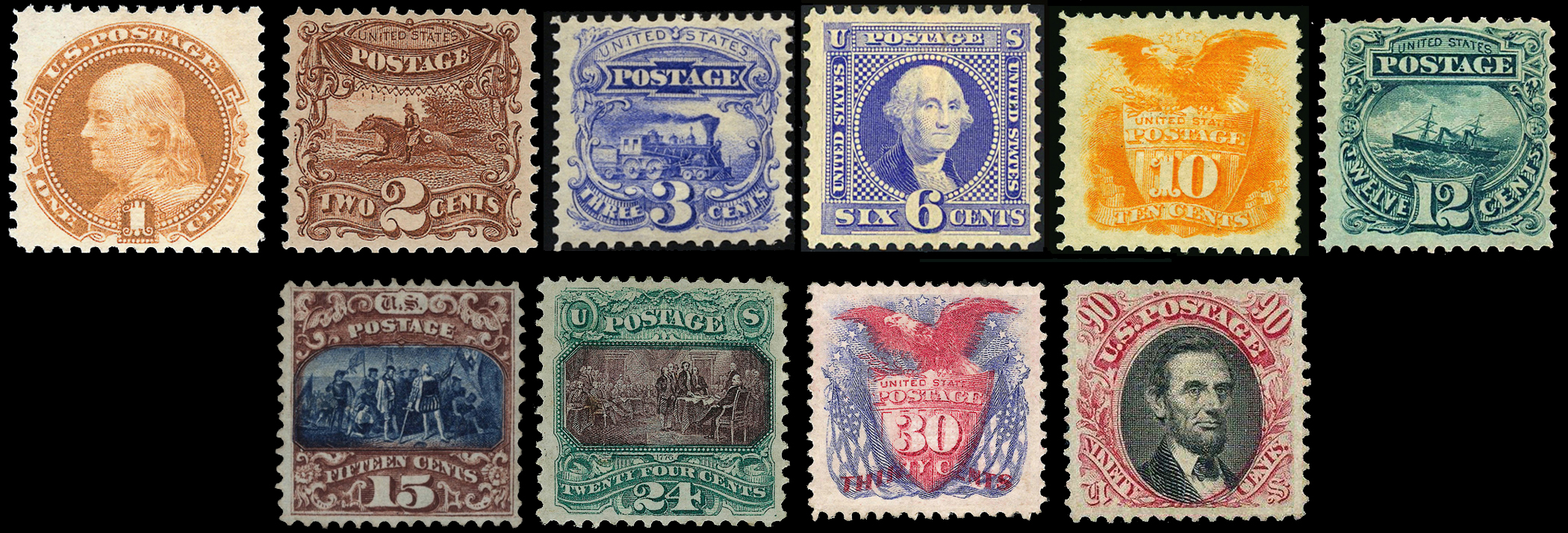
طوابع بريد أمريكية، بإصدار تصويري لعام 1869

مصطلح "تصويري" يدل على جانب ثوري في سلسلة طوابع عام 1869. هنا أعاد المصممون التفكير في مفهوم ما يشكل موضوعًا مناسبًا لطابع البريد، مغيرين الفرضية التقليدية التي تقول إن طوابع البريد الأمريكية يجب أن تقدم صورًا فقط لرجال الدولة المتوفين. في الواقع، تظهر صور هؤلاء الرجال في ثلاث قيم فقط من طوابع الإصدار التصويري: طابع فرانكلين بقيمة سنت واحد، وطابع واشنطن بقيمة 6 سنت، وطابع لينكولن بقيمة 90 سنت. تحتوي السبع فئات الأخرى على مجموعة متنوعة من الصور. ثلاثة طوابع توضح وسائل النقل البريدي: التوصيل على ظهور الخيل (فئة 2 سنت)، بواسطة القطار (فئة 3 سنت) وبواسطة السفينة البخارية (فئة 12 سنت). اثنان من الطوابع الأخرى يقدم مشاهد تاريخية مستمدة من لوحات مشهورة لوقائع هامة في نصف الكرة الأرضية: هبوط كولومبوس لجون فانديرلين (فئة 15 سنت) وإعلان الاستقلال لجون ترمبل (فئة 24 سنت). كان تصميم طابع البريد فئة 30 سنت مشابهًا لطوابع فئتي 15 سنت و24 سنت. وكان من المفترض أن يستخدم مشهدًا يظهر استسلام الجنود البريطانيين بعد معارك ساراتوجا في عام 1777. قررت هيئة البريد الأمريكية في اللحظة الأخيرة عدم إزعاج البريطانيين، لذا استخدمت تصميم النسر والشعار الوطني ذو فئة العشرة سنتات مرة أخرى مع إضافة الأعلام.
كان من الابتكارات اللافتة للنظر التي لا تقلّ روعةً عن الصور الفوتوغرافية لعام 1869، إصدار أول طوابع بريدية ثنائية اللون في تاريخ البريد الأمريكي، على الفئات الأربع من 15 سنتًا فأكثر. كان لا بد من طباعة كل لون على حدة؛ وعلى بعض أوراق الطوابع من فئات 15 و24 و30 سنتًا، وُضعت الورقة في المطبعة مقلوبةً للطباعة الثانية، مما أدى إلى حدوث أول أخطاء عكسية في أمريكا. تتمتع هذهِ الطوابع المعكوسة بأسعار مرتفعة: ففي مزاد أقيم في أوائل عام 2011، حققت النسخ المستعملة من الطوابع الثلاثة المعكوسة ما مجموعهُ ربع مليون دولار أمريكي.
خلال القرن العشرين، حظيت السلسلة المصورة بإشادة واسعة في التعليقات على طوابع البريد: فقد أعرب البعض عن إعجابهم بجرأة فكرتها ومهارة نقشها المصغر على يد جيمس سميلي، بينما أبدى آخرون إعجابهم بسحر رسومها التوضيحية التي تعود إلى تلك الفترة. وكثيرًا ما تُوصف قيمة الفئة 12 سنتًا، التي تحمل صورة سفينة الأدرياتيك، بأنها طابعٌ جميلٌ للغاية. لقد كانت سفينة الأدرياتيك بمثابة كونكورد عصرها. حيث عبرت المحيط الأطلسي بسرعة فائقة، وبدعم حكومي، لكنها مع ذلك كانت كارثة اقتصادية. بحلول عام 1860، ثم بيعت السفينة للبريطانيين. ويستشهد آخرون بالروابط الحنينية للصور، مشيرين إلى أن قاطرة الثلاثة سنتات - وهي نسخة شائعة تتوفر منها نسخ رخيصة - كانت أول إصدار عتيق حقيقي جمعوه، في الصفحات الأولى الفارغة من ألبوماتهم. على النقيض من ذلك، فإن معظم النسخ الأخرى ذات القيمة في السلسلة نادرة، وخاصةً الفئات الكبرى، ولهذا السبب أيضًا يُبجل هذا الإصدار من قبل العديد من هواة جمع الطوابع.

## الجدل حول السلسلة
مع ذلك، كان الاستقبال الذي لاقته الطوابع المصورة مختلفًا تمامًا في الأشهر التي تلت إصدارها عام 1869. كانت المراجعات المبكرة لهواة جمع الطوابع إيجابية، ولكن سرعان ما بدأت تظهر انتقادات لاذعة في الصحافة، وسرعان ما فقدت الطوابع سمعتها. في وقت مبكر من سبتمبر، أعلنت الصحف أن مكتب البريد يخطط لإصدار جديد نهائي ليحل محل السلسلة غير المرغوبة، وطُرحت الطوابع البديلة للبيع خلال شهر أبريل 1870 - بعد أقل من ثلاثة عشر شهرًا من بيع الطوابع المصورة لأول مرة. لم يكلف الإصدار الجديد دافعي الضرائب شيئًا، لأن عقد شركة الأوراق النقدية الوطنية لإنتاج الطوابع الأمريكية يتطلب منها - كما ذكر مدير البريد في تقرير مكتوب - تقديم "تصاميم ولوحات جديدة ... بناءً على طلب المدير العام للبريد، دون أي تكلفة إضافية على الوزارة". إن الفترة القصيرة للغاية التي قضتها الطوابع المصورة تعني أنه لم يكن من الممكن طباعة سوى عدد قليل نسبيًا من الطوابع، وهو ما يفسر ندرتها.
تصف العديد من الروايات الانتقادات اللاذعة التي قوبلت بها الصور بأنها رد فعل شعبي عفوي واسع النطاق، مدفوع بقناعة وطنية بأن الأبطال الوطنيين هم الوحيدون المقبولون لطوابع الولايات المتحدة. إلا أن الحقيقة تبدو أكثر تعقيدًا، إذ تشير نبرة الكثير من التعليقات الصحفية حول الصور إلى حملة منظمة كانت تحاول تشويه سمعتها. إن تشبيه تصميم طابع الثلاثين سنتًا بـ"مجموعة من الخرق المعلقة في متجر خردة" على أقل تقدير يثير مسألة جمالية؛ لكن القول بأن طابع السنتين يمثل "رحلة موت بوث إلى ماريلاند" هو بالتأكيد تشهير محض، مما يدل على أجندة لا علاقة لها بمسألة تصميم الطوابع.
كان من المستبعد أن تكسب هذهِ الصور، التي صُنعت على يد إدارة جونسون، التي كانت موضع استنكار واسع، مؤيدين لها. فقد اضطر مدير مكتب بريد غرانت وفريقهِ إلى إصدارها دون أن يكون لهم أي رأي في تصميمها أو إنتاجها، وبالتالي لم يكن لديهم أي سبب للإعجاب بالإصدار الجديد أو الدفاع عنه. علاوة على ذلك، حتى قبل ظهور الصور، كانت قد اكتسبت أعداءً نتيجة المنافسة غير العادية في العام السابق على عقد إنتاج طوابع الولايات المتحدة لعام 1869. وقد اختار مكتب البريد التصاميم وعروض الطباعة التي قدمتها شركة الأوراق النقدية الوطنية خلال يونيو 1868، على الرغم من أن شركة أخرى - بتلر، كاربنتر - قدمت عرضًا أقل. ولعل العامل الحاسم كان امتلاك شركة الأوراق النقدية الوطنية لحقوق الجهاز الحاصل على براءة اختراع والمستخدم لنقش الطوابع بأنماط شبكية، وهو إجراء اعتمده مكتب البريد مؤخرًا على أمل استحالة تنظيف الشطب من الطوابع وإعادة استعمالها. ومع ذلك، احتج باتلر وكاربنتر بشدة على رفض عرضهما المنخفض، وحشدا مجموعة من الحلفاء في محاولة مطولة لإعادة تعيين العقد لهما، حتى أنهما تمكنا من بدء تحقيق من جانب لجنة في الكونغرس الأمريكي، وهو ما أدى إلى تأخير التوقيع الفعلي على العقد مع شركة ناشيونال حتى ديسمبر/كانون الأول.
في ظل هذا المناخ من سوء النية، كانت مجموعة مثل هذهِ الصور - وهي قضية تجنبت الحلول المعتدلة - عرضة للاتهام بأخطاء معينة، إذ كان من السهل وصف سمات الطوابع الجديدة غير المألوفة بأنها عيوب ميؤوس منها من قبل المعارضين الذين شاركوا في معركة بتلر وكاربنتر. في الواقع، لم تكن الصور سوى عامل غير عادي. كانت الطوابع أصغر حجمًا من الطوابع السابقة وشبه مربعة الشكل، على عكس الشكل المستطيل المعتاد. مكّن الحجم المصغر شركة ناشيونال من وضع 150 صورة طابع على لوح بدلاً من 100 صورة عادية، وقد وصف بتلر وكاربنتر هذا الانكماش بأنه اختصار لتوفير المال ينضح بمنافسة غير عادلة. ولعلهُ ليس من قبيل المصادفة أن الانتقادات العامة استنكرت مرارًا صغر حجم الصور وشكلها غير المألوف.
مع ذلك، لا يمكن رفض جميع الاعتراضات باعتبارها غير مشروعة. كان من غير اللائق بالتأكيد إزاحة واشنطن من مكانهِ المعتاد على طابع البريد العادي من الدرجة الأولى واستبداله بقاطرة بالدوين. ثارت صحيفة نيويورك إيفنينج ميل قائلةً: "كانت طوابعنا القديمة من فئة الثلاثة سنتات مثاليةً تمامًا... كانت وطنيةً وأمريكيةً، كما كان ينبغي أن تكون. كان رأس واشنطن جليلًا... لكن الآن، تخيّلوا هذا الشيء البائس، المُشوّش المظهر، بطباعتهِ البائسة، الذي منحنا إياه مكتب البريد مقابل طابع الثلاثة سنتات الحالي. إنه ليس تاريخيًا، ولا وطنيًا، ولا جميلًا... ماذا يوجد في مدخنة كبيرة على عربة سكة حديد للدلالة على جنسية نظامنا البريدي؟"
سجّل بعض النقاد شكاوى بشأن رداءة جودة صمغ الطابع، والتي ربما كانت مبررة. وسخروا من صغر حجم الطوابع، قائلين: "عرضت الصحف المصورة رسومًا ساخرة تُظهر الناس يبحثون عن طوابعهم في دفاترهم باستخدام مجاهر قوية". وكانت التصاميم عرضة بشكل خاص لأن تصبح غير جذابة، بل ومضحكة، بسبب ضعف مراقبة الجودة التي مارستها صناعة إنتاج الطوابع، التي كانت لا تزال في بداياتها. وسبب ذلك أن لا يستطيع شراء النسخ الجيدة من صور الطوابع إلا هواة جمع الطوابع الأثرياء؛ أما الهواة الأقل حظًا، فغالبًا ما يضطرون للاكتفاء بنسخ غير متوازنة وباهتة الطبع، وهو ما كان لا بد أن يكون أكثر إزعاجًا لمن اشتروها من مكاتب البريد خلال عام 1869.

## التصميم والإنتاج
بحلول أوائل عام 1868، كانت سلسلة الطوابع الأمريكية الحالية قد استُخدمت لأكثر من ست سنوات، ولم تعد لوحاتها بحالة جيدة. ومن المشاكل الأخرى ارتباط هذهِ الطوابع ارتباطًا وثيقاً لا يُمحى بالحرب الأهلية الأمريكية، وهي كارثة لم تكن تحظى بشعبية كبيرة في أمريكا. كانت شركة طباعة هذهِ الطوابع، وهي شركة الأوراق النقدية الوطنية، تعمل بموجب عقد انتهى في فبراير 1869، مما يعني أن مكتب البريد سيضطر قريبًا إلى طلب عروض لعقد إنتاج طوابع جديدة لمدة أربع سنوات. جعلت هذه الظروف من عام 1868 عامًا مثاليًا لمكتب البريد للتخطيط لسلسلة طوابع جديدة: إذ كان من الممكن المطالبة من مقدمي العروض بتقديم مقالات لتصميمات طوابع جديدة مع مقترحاتهم. أوصى إعلان مكتب البريد عن العطاءات بأسلوب إبداعي جديد، حتى أنهُ نص على "ضرورة وجود تنوع في أحجام وتصاميم الطوابع". ورغم أنه لم يطبع في نهاية المطاف أي مجموعة متنوعة من الأحجام، فإن هذا الشرط ربما كان بمثابة بذرة القرار بتبني حجم وشكل جديدين للصور.
في الواقع، كان إصدار عام 1869 هو الأول الذي أتاح للمصممين فرصة تخطيط سلسلة شاملة ومتكاملة من الطوابع الأمريكية، حيث اختيرت مواضيع وأنماط الطوابع الفردية لتتناغم مع بعضها البعض في سياق خطة شاملة. كانت سلسلة طوابع 1851-1861 قد تطورت تدريجيًا، بدءًا بثلاثة طوابع فقط، ثم أُضيفت إليها خمسة طوابع أخرى عشوائيًا، مما أدى إلى تباين في الطوابع (حيث زُيّنت خمسة منها على الأقل بصورة واشنطن). كان لا بد من إعداد الإصدار التالي، لعام 1861، على عجل (كان الهدف منع الكونفدرالية من تحويل طوابع الولايات المتحدة السابقة إلى نقود)، ونتيجة لذلك، لم يُنظر في موضوعات الطوابع المناسبة: فقد صُوّر على كل فئة نفس رجل الدولة كما في السلسلة السابقة. وعلى النقيض من هذهِ التراكمات العرضية تقريبًا، "كانت السلسلة الجديدة تهدف إلى تصوير تاريخ مكتب البريد في الولايات المتحدة، بدءًا من فرانكلين، مدير مكتب البريد القاري وراكب البريد في الأيام الأولى، يليه قاطرة في يوم لاحق والباخرة البحرية التي تحمل البريد...، أهم المشاهد في التاريخ المبكر للبلاد، وأسلحتها المنتصرة، وواشنطن أول رئيس لها ولينكولن آخر رئيس لها".
تمشيا مع الاقتراحات الواردة في إعلان مكتب البريد، فإن المقالات والاقتراحات التي قدمتها شركة الأوراق النقدية الوطنية للإصدار الجديد في 22 يوليو 1869، مثلت بالفعل نهجًا جديدًا. تم قبول ستة من التصاميم للفئات (1 سنت، 2 سنت، 3 سنت، 12 سنت، 15 سنت و24 سنت) مع بعض التعديلات (تضمنت معظم التغييرات تكبير الأرقام - وهو ما لم يكن تحسينًا جماليًا في بعض القيم). كانت المقالات المتبقية مختلفة تمامًا عن الطوابع التي صدرت في النهاية. إحدى الميزات المثيرة للاهتمام هي أن إصدار 22 يوليو من السلسلة وضع واشنطن على فئتين - وهو ليس تكرارًا مفاجئًا، نظرًا لأن العديد من طوابع واشنطن قد تم تضمينها في السلسلتين النهائيتين السابقتين. قدمت ناشيونال كلاً من مقالات واشنطن ذات الخمسة سنتات والتسعين سنتًا. تم تضمين طابع بقيمة فئة خمسة سنتات في كلتا السلسلتين السابقتين، ولكن تم التخلص من هذه الفئة في وقت متأخر من إنتاج الصور لصالح قيمة ستة سنتات أكثر فائدة (تم إنشاؤها بسهولة عن طريق تجديد تصميم واشنطن ذو الخمسة سنتات). كان هذا أول طابع بقيمة ستة سنتات يصدره مكتب البريد الأمريكي على الإطلاق. تستخدم المقالة ذات التسعين سنتًا نفس صورة واشنطن التي تم استخدامها في طابع واشنطن بقيمة 90 سنتًا من عام 1861، وتضع هذه الصورة في نفس الإطار الذي سيحيط لاحقًا بلينكولن في النسخة النهائية للإصدار عام 1869.
|  |  |  |  |

لقد خصصت عينات افتراضية لشهر يوليو طابعًا بفئة 10 سنتات للرئيس لينكولن، بينما رافقت لوحات طابع من فئة 15 و24 سنتًا مشهدًا تاريخيًا ثالثًا لفئة 30 سنتًا، مستوحى من لوحة جون ترامبل "استسلام الجنرال بورغوين في معركة ساراتوجا" (لم يُنتج هذا التصميم بلونين قط، ولكن تم تلوينه هنا بشكل تقريبي بنفس درجات طابع فئة 30 سنتًا الذي تم إصداره). بعد انتقال طابع لينكولن إلى فئة 90 سنتًا، طُرح اقتراح إصدار طابع بفئة 10 سنتات لتوقيع إعلان الاستقلال، ولكن في حوالي سبتمبر، قدمت شركة ناشيونال تصميم النسر والدرع الحالي للفئة. في وقت متأخر من الإنتاج، ألغت هيئة البريد طابع بورغوين، خوفًا من أن يُسيء إلى البريطانيين. تم ملء الفراغ الناتج في السلسلة بتعديل مبتكر للنسر والدرع: تظهر هذه اللوحة باللون الأحمر على طابع فئة 30 سنتًا، محاطة بأعلام ونجوم وهالات ضوئية مطبوعة باللون الأزرق (بينما الأعلام أحادية اللون، فإن الانطباع العام باللون الأحمر والأبيض والأزرق للطابع ككل ينتقل إليها). بعد سنوات عديدة، خلال عام 1927، ظهر نقش آخر للوحة ترومبول على طابع تذكاري بفئة 2 سنتًا بمناسبة مرور 150 عامًا (لم يثير أي اعتراض بريطاني)؛ وخلال عام 1994، صدرت لوحة بورغوين الأصلية لعام 1869 أخيرًا على طابع بريدي في نسخة طبق الأصل، مطبوعة بالكامل باللون الأزرق ولكنها الآن مكبرة بعض الشيء في الحجم وقيمة دولار واحد بدلاً من 30 سنتًا الأصلية.
أطلقت دائرة البريد على هذا الطابع اسم "معركة ساراتوجا"، مُقلِّلةً من أهمية المشهد، مُعتبرةً إياه صورةً للهزيمة الإنجليزية.
نظرًا لحجم الصور الجديد، نقشتها شركة الأوراق النقدية الوطنية بنمط شبكي أصغر - يُسمى شبكة G-Grill - مقارنةً بالسلسلة السابقة. يُوجد نمط شبكة G-Grill فقط في هذا الإصدار الصادر عام 1869.

## المنافس الثاني
على الرغم من الدور الكبير الذي لعبه بتلر كاربنتر في الحملة الصحفية ضد الطوابع المصورة لعام 1869، إلا أن شركة أخرى من منافسي ناشيونال - وهي شركة كونتيننتال للأوراق النقدية - اعتبرت فشل الإصدار فرصة لتوسيع أعمالها الحكومية. وقد زودت كونتيننتال الأمة بالفعل بطوابع الإيرادات، وحاولت الشركة الآن انتزاع عقد طابع البريد من ناشيونال. وفي أواخر عام 1869، أعدت كونتيننتال مقالات أولية لسلسلة جديدة من الطوابع النهائية وقدمتها إلى مدير مكتب البريد. وكانت هذهِ التصميمات تشبه طوابع الإيرادات الخاصة بالشركة، المنقوشة بأسلوب مميز يتميز بخطوط دقيقة معقدة تهدف إلى مكافحة التزوير. ومع ذلك، فقد خطط لمقالات كونتيننتال أيضًا لتلبية معيارين محددين للجدل حول طابع البريد. أولاً، في توبيخ للطوابع المصورة، تضمن كل طابع صورة لرجل دولة، كما أملى التقليد البريدي. بالإضافة إلى ذلك، حاولت شركة كونتننتال تقديم نظرة عامة وطنية شاملة كما أوحت بهِ اللوحات التاريخية المصورة (وربما كان إهمال هذا الجانب سيُفضي إلى مقارنة غير مواتية). وهكذا، في تصاميم مقالات كونتننتال، أُرفقت كل صورة لرئيس بنص يستشهد بإحدى مساهماته المهمة. وظهرت كلمة "استقلال" وسنة "1776" في أعلى طابع واشنطن من فئة سنت واحد، بينما أُحيطت كلمتا "تحرير" و"إعلان" بالرقم "3" على طابع لينكولن. أما في مقال "مبدأ مونرو" من فئة 6 سنتات، فقد وُضع شكل بيضاوي فارغ - كان من المفترض بلا شك أن يُملأ بتمثال نصفي لمونرو - داخل الرقم. ويبدو أن مكتب البريد أعاد هذه التصاميم إلى كونتننتال باعتبارها مرفوضة في نهاية العام. في الواقع، لم يكن هناك أي أساس لطرد ناشيونال، نظراً لأن تلك الشركة ـ التي كانت ملتزمة بدقة بعقدها ـ كانت تقدم مقالات مرضية لإصدار جديد نهائي منذ سبتمبر/أيلول.

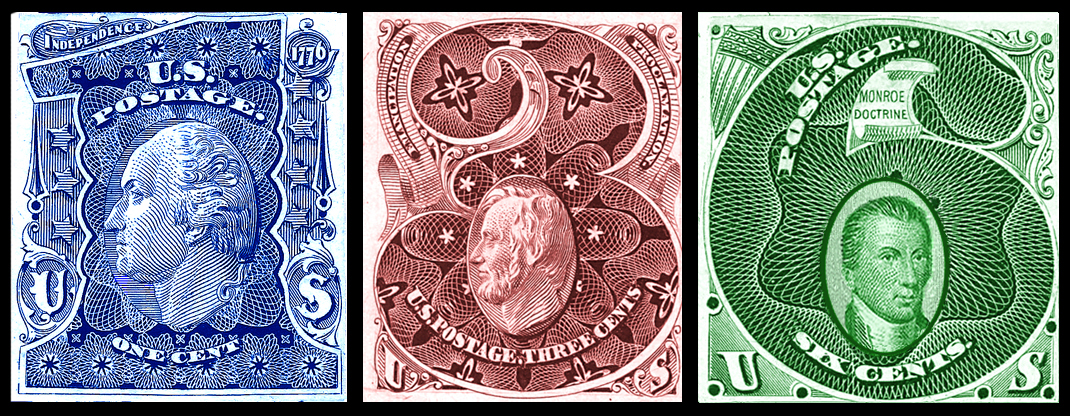
طبعات حديثة من تصميم شركة كونتننتال بنك للأوراق النقدية من الفئات 1 سنت و3 سنتات و6 سنتات. جميعها مُلوَّنة بشكل تخميني، ووُضع تمثال نصفي لمونرو في الشكل البيضاوي الفارغ للأصل ذي ال 6 سنتات.

## العواقب

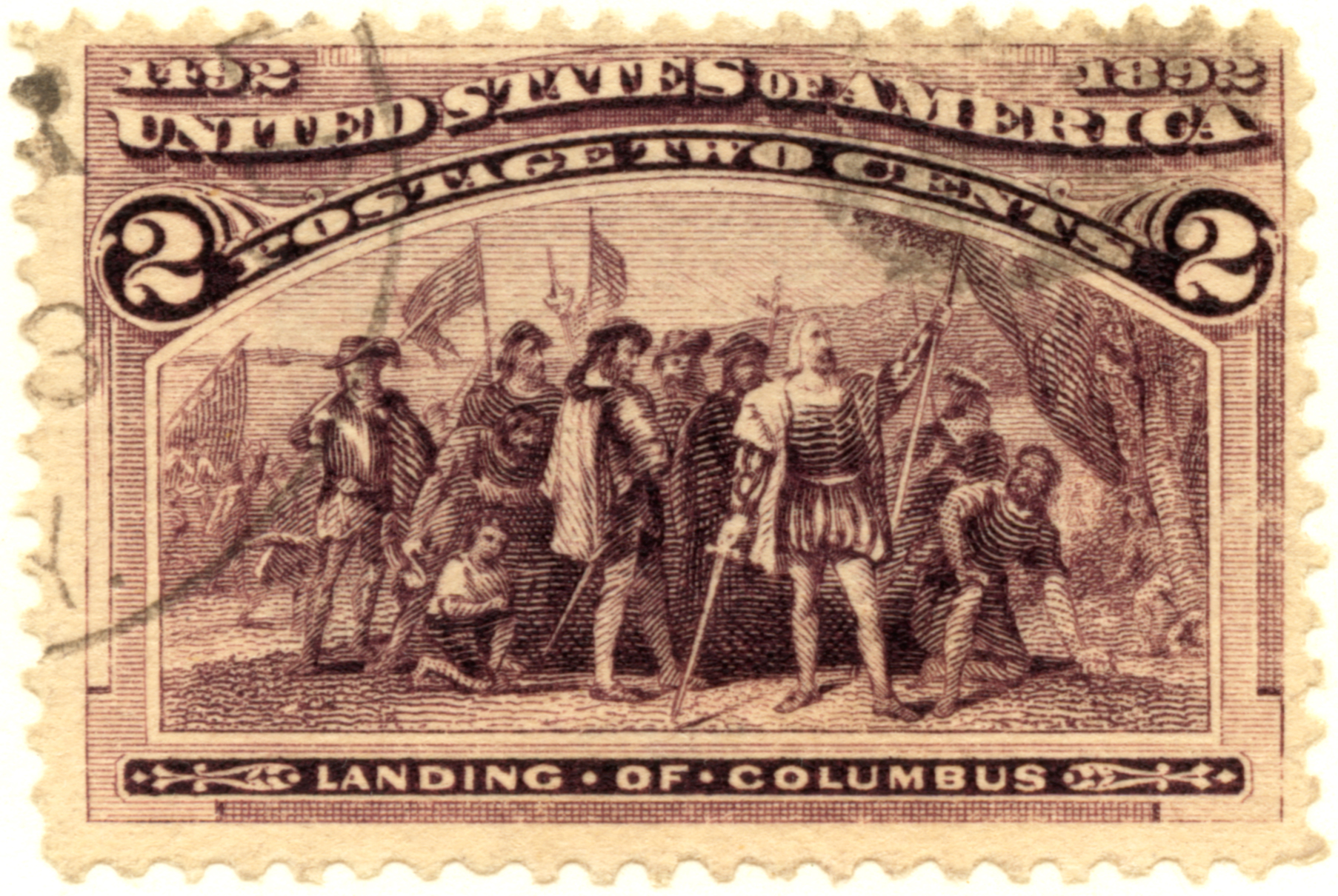
كولومبوس 2 هو الطابع الأكثر شيوعًا للإصدار الكولومبي.

كان لفشل إصدار عام 1869 عواقب وخيمة على تصميم طوابع البريد الأمريكية. بالنسبة لسلسلة 1870، واستجابةً للشكاوى المتعلقة بصغر حجم الصور، اعتمد مكتب البريد حجمًا أكبر لطوابع البريد من أي وقت مضى. حيث لم يُطلب من مقدمي العروض على عقد إنتاج عام 1873 تقديم تصميم مقالات عن الطوابع لأن مكتب البريد كان ينوي الاحتفاظ بتصاميم عام 1870؛ وبناءً على ذلك، استحوذت الشركة الفائزة - شركة كونتننتال بانكنوت - على ألواح طباعة عام 1870 من شركة ناشيونال، وأجرت تعديلات صغيرة على "العلامة السرية" لتحديد منتجها. ولقد ظلت هذهِ التصاميم قائمة طوال عقدي السبعينيات والثمانينيات من القرن التاسع عشر. وبينما أُعيد نقش بعضها وإضافة فئات جديدة، لم يجرؤ مكتب البريد على تغيير المظهر العام للطوابع الأمريكية حتى عام 1890. ولم تظهر التصاميم التصويرية على طوابع البريد العادي حتى عام 1893: وقد رُوّج لتلك الإصدارات بعناية كسلسلة خاصة تكريمًا للمعرض الكولومبي لذلك العام - سلسلة سرعان ما اختفت، تاركةً الأبطال الوطنيين المواضيع الوحيدة للطوابع النهائية. لم يُعِد مكتب البريد وضع الصور على الطوابع النهائية إلا في سلسلة 1922-1925 - مع قصرها، مع ذلك، على قيم من الفئة 15 سنتًا فأكثر؛ بينما ظلت الفئات الأقل تحمل صورًا عادية للرؤساء وغيرهم من الأمريكيين المشهورين.
حظيت الصور الفوتوغرافية لعام 1869 بلحظة وجيزة من إعادة الظهور عندما ظهرت إعادة طبع لها في عام 1875 (أعادت هيئة البريد في ذلك العام طباعة العديد من إصداراتها القديمة، بهدف عرض كل طابع بريدي أمريكي طبع على الإطلاق في معرضها في معرض فيلادلفيا المئوي عام 1876). وعلى النقيض من الرفض الذي لاقتهُ هذهِ التصاميم في عام 1869، رحب هواة جمع الطوابع المئوية بإعادة الطباعة وسارعوا إلى الحصول عليها. إن الفارق الأكثر وضوحًا بين النسخ الأصلية وإصدارات عام 1875 هو أن الأخيرة لا تحتوي على شبكات. وهناك فرق آخر وهو أن نوعًا ثالثًا من طابع فئة 15 سنت ظهر الآن، وهو مشابه في الإطار للإصدار الأول لعام 1869، ولكن مع إزالة بعض التظليل خلف الصورة المصغرة. تُعد الإصدارات المعاد إصدارها المستعملة أقل شيوعًا بكثير من الإصدارات العادية - فهناك حوالي 5000 إصدار مستعمل بقيمة 90 سنتًا مقارنة بحوالي 40 إصدارًا معاد إصداره. يوجد أقل من 500 نسخة مستعملة من الفئات العشر، أي أقل من 100 نسخة من أي فئة. الطبعة ذات القاطرة من الفئة 3 سنتات هي أندر طبعة معادة الإصدار، إذ يبلغ عددها حوالي 16 نسخة، تليها طبعة الفئة 12 سنتًا، ويبلغ عددها حوالي 20 نسخة.
مع نهاية القرن العشرين، تجدد اهتمام خدمة البريد الأمريكية بالرسومات المصورة. ففي عام 1989، وخلال معرض الطوابع العالمي (الذي أقيم في واشنطن العاصمة، بالتزامن مع المؤتمر العشرين للاتحاد البريدي العالمي)، أصدرت الخدمة البريدية للولايات المتحدة ورقة تذكارية تحتوي على أربع صور لطابع لينكولن ذي الفئة 90 سنتًا الصادر عام 1869: واحدة باللونين الأحمر والأسود الأصليين، والثلاثة الأخرى بمجموعات ألوان تجريبية متنوعة. وبعد خمس سنوات، صدر طابعان جديدان لإحياء الذكرى السنوية الـ 125 للرسوم المصورة. عرض أحدهما تصميم معارك ساراتوجا من طابع ذو الفئة 30 سنتًا الصادر عام 1869، والذي أُعيدت صياغته (كما ذُكر سابقًا) ليصبح طابعًا بقيمة دولار واحد. كان الآخر إصدارًا بقيمة خمسة دولارات يعتمد على مقال تجريبي غريب جدًا بقيمة ثلاثة سنتات ربما كان مخصصًا للصور: تصميم لطابع على شكل ماسة (زوايا علوية وسفلية) يقدم صورة مزدوجة لواشنطن وجاكسون.

## روابط خارجية
- أبرز ما جاء في مجموعة إصدارات عام 1869- ريتشارد فراجولا
- معرف إصدارات التصوير الفوتوغرافي الأمريكية من عام 1869 إلى عام 1847
- الموقع الرسمي لـUSPS (قسم التاريخ)
- الصور الفوتوغرافية لعام 1869